# 5516 Jawilliamson
5516 Jawilliamson este un asteroid din centura principală de asteroizi.

## Descriere
5516 Jawilliamson este un asteroid din centura principală de asteroizi. A fost descoperit pe 2 mai 1989 la Observatorul Palomar de Eleanor Francis Helin. Asteroidul prezintă o orbită caracterizată de o semiaxă mare de 2,59 ua, o excentricitate de 0,17 și o înclinație de 13,0° în raport cu ecliptica.